# Állati iramban
Az Állati iramban (eredeti cím: Rally Road Racers) 2023-ban bemutatott koprodukciós 3D-s számítógépes animációs filmvígjáték, amelyet Ross Venokur rendezett és írt.
Az Amerikai Egyesült Államokban 2023. május 12-én, míg Magyarországon 2023. november 11-én mutatták be a mozikban.

## Cselekmény
Egy antropomorf állatok által benépesített világban Muki, egy lajhármaki, vidéki kínai faluban él a nagymamájával. Gyermekként példaképe az óriásvarangy autóversenyző, Vincent Velvuwalsky, de fiatal felnőttként felfedezi, hogy a Velvuwalsky Industries azt tervezi, hogy lerombolja faluját, és helyére óriásvarangyok lakónegyedét építi. Kezdetben reméli, hogy sikerül lebeszélnie Velvuwalsky-t, de hamar rájön, hogy a versenyző beképzelt és lekezelő. Velvuwalsky azonban beleegyezik, hogy egy közelgő raliversenyen megmérkőzzenek, amelynek tétje a falu sorsa.
Meki, a kecske, aki egy visszavonult versenyzőből lett szerelő, vonakodva ugyan, de beleegyezik, hogy segít Muki felkészülésében, részben Muki elhunyt édesanyja iránt érzett kötelességből. Meki egy autót is biztosít Muki számára, és navigátorként vele tart. A versenynek nincsenek szabályai, és Muki hamar rájön, hogy a tehetős Vincent Velvuwalsky minden eszközt bevet, hogy előnyhöz jusson, még csaláshoz is folyamodik. Muki emellett azzal is küzd, hogy amikor az élre kerül, lámpaláza lesz úrrá rajta, amit Meki nehezen tud belőle kiűzni.
A verseny szakaszai közötti pihenőidőben Muki találkozik és beleszeret Shelbybe, egy másik lajhármakiba. Nem tudja azonban, hogy Shelby valójában Velvuwalsky-nak dolgozik, és minden információt továbbít neki, amit Muki megoszt vele. Ahogy egyre jobban beleszeret Mukiba, Shelby egyre inkább gyötrődik a kettős játéka miatt, mígnem végül megszakítja kapcsolatát Velvuwalsky-vel.  
A többi versenyző segítségével, akik együttéreznek vele, Muki végül legyőzi Velvuwalsky-t és megmenti a faluját. Velvuwalsky dührohamot kap, de hamarosan szembe kell néznie a családja haragjával, akik anyagilag is érdekeltek voltak a győzelmében.

## Szereplők
| Szereplő            | Eredeti hang   | Magyar hang        | Leírás                                                                             |
| ------------------- | -------------- | ------------------ | ---------------------------------------------------------------------------------- |
| Muki                | Jimmy O. Yang  | Miller Dávid       | fiatal kínai lajhármaki, aki versenyző szeretne lenni; a főszereplő                |
| Meki                | J. K. Simmons  | Barbinek Péter     | Orosz kecske és nyugdíjas versenyző, aki Muki mentora.                             |
| Shelby              | Chloe Bennet   | Bogdányi Titanilla | Lajhármaki, aki Muki szerelme.                                                     |
| Bai nagyi           | Lisa Lu        | Pálos Zsuzsa       | Idős lajhármaki, aki Muki nagymamája.                                              |
| Abby Jacks          | Sharon Horgan  | Bertalan Ágnes     | Ausztrál vörös óriáskenguru, aki a Selyemút-rali narrátora.                        |
| Juni Håkansdotter   | Catherine Tate | Náray Erika        | Svéd rénszarvas és Abby Jacks sógornője, aki a Selyemút-rali társelnöke.           |
| Vincent Velvuwalsky | John Cleese    | Csankó Zoltán      | Óriásvarangy, aki azt tervezi, hogy elpusztítja a lajhármaki falut.                |
| Adelina             | Naomi McDonald | Nemes Takách Kata  | Nőstény csikóhal és Beppe felesége, aki a verseny során összebarátkozik Mukival.   |
| Beppe               | Kerry Shale    | Kovács Lehel       | Terhes hím csikóhal és Adelina férje, aki a verseny során összebarátkozik Mukival. |

### Magyar változat
- Főcím: Galambos Péter
- Magyar szöveg: Stern Gábor
- Gangmérnök: Fehéressy Péter
- Vágó: Wünsch Attila
- Gyártásvezető: Vigvári Ágnes
- Szinkronrendező: Molnár Kristóf
- Zenei rendező: Szalay Csongor
- Produkciós vezető: Jávor Barbara

A szinkront a Direct Dub Studios készítette el.

## A film készítése
A Bűbáj herceg és a nagy varázslat forgatása során Venokur előállt a film ötletével, és azt tervezte, hogy egy koala lesz a főszereplő. A főszereplőt egy lajhármakira változtatta, hogy a "lassan mozgó állat, aki versenyző akar lenni" gondolatát helyezze a középpontba.
A film elkészítése több mint három évig tartott. Az animációval a ReDefine foglalkozott, több mint 200 művészből álló csapattal. Az előgyártás, a forgatóköny és a kompozitálás a montréali létesítményekben készült, az animáció és a világítás Mumbaiban, az utómunka pedig Londonban. A filmet Maya programmal animálták és Clarisse programmal renderelték. Alexei Nechytaylo, a vizuális effektek felügyelője olyan filmeket említett a versenyjelenetekhez, mint a Hajsza a győzelemért és a Senna, és több napot töltött Sanghajban, hogy tanulmányozza a beállításokat és a kínai kultúrát.